# Orrar
Orrar (Lyrurus) är ett släkte fasanfåglar som omfattar de två palearktiska arterna kaukasisk orre och orre.

## Systematik
1967 slogs orrarna ihop med de båda tjädrarna i släktet Tetrao men för att bättre beskriva det nära släktskapet mellan systerarterna inom dessa båda grupper delades släktena upp igen. De båda grupperna skiljer sig även åt osteologiskt och fossil visar att de varit uppdelade sedan pliocen.
Arter inom släktet:
- Kaukasisk orre (Lyrurus mlokosiewiczi)
- Orre (Lyrurus tetrix)

## Utseende
Tupparna har till största delen svart fjäderdräkt medan de mindre hönorna har gråbruna dräkter. Arterna har långa, befjädrade ben men nakna tår och den adulta hanen har en distinkt lyrformad stjärt.